# Charles K. Bradsher
Charles Kilgo Bradsher (* 13. Juli 1912 in  Petersburg, Virginia; † 9. Oktober 2000) war ein US-amerikanischer Chemiker und Hochschullehrer. Die von ihm entdeckte Bradsher-Cyclisierung trägt seinen Namen.

## Leben
Charles Bradsher wuchs in Petersburg, Virginia auf und studierte Chemie an der Duke University in Durham, North Carolina mit Bachelorabschluss 1933 sowie dann Magister 1935 und Promotion 1937 an der Harvard-Universität bei Louis F. Fieser. Er übernahm 1939 eine Professur in Duke, die er bis zu seiner Emeritierung 1979 innehatte.

## Ehrungen
- 1980: North Carolina Chemist Award
- 1987: American Chemical Society Herty Medal der Georgia Section
- 1995: Malcolm El Pruitt Award des Council for Chemical Research